# Вълнест мамут
Вълнестият мамут (Mammuthus primigenius) е изчезнал вид едър бозайник от семейство Слонове (Elephantidae). Той е един от най-късните представители на изчезналия род Мамути (Mammuthus), като видът им се обособява от степния мамут (M. trogontherii) преди около 200 хил. години в Източна Азия. Най-близкият им съвременен родственик е азиатският слон (Elephas maximus).
Външният вид и поведението на вълнестия мамут са сравнително добре проучени за праисторическо животно, тъй като са открити множество замръзнали тела в Сибир и Аляска, а също и скелети, дъби, стомашно съдържание, изпражнения и изображения в праисторически пещерни рисунки. Останките от мамути са познати в Азия дълго преди да станат известни на европейците през 17 век, като произходът им често е свързван с различни митични същества. Те са идентифицирани като останки на изчезнал вид слонове от Жорж Кювие през 1796 г.
Вълнестият мамут е с приблизително същите размери като съвременния Африкански саванен слон (Loxodonta africana). Мъжките достигат височина на рамото между 2,7 и 3,4 m и маса до 6 000 kg, а женските са със средна височина 2,6 – 2,9 m. Новородените са с маса около 90 kg. Вълнестите мамути са добре адаптирани към студеното време през последната ледникова епоха – те са покрити с козина, включваща външни дълги предпазни косми и по-къс вътрешен слой. Цветът на козината варира от тъмен до светъл. Ушите и опашката са къси, за да се ограничи измръзването и загубата на топлина. Бивните са дълги и извити, а кътниците са четири и се сменят шест пъти в живота на отделния индивид. Поведението на вълнестия мамут е подобно на това на съвременните слонове – той използва бивните и хобота си, за да манипулира различни предмети, да се бие и да намира храна. Диетата му се състои главно от житни и острицови треви. Продължителността на живота вероятно достига 60 години. Типичното му местообитание е т. нар. мамутска степ, която през ледниковата епоха заема големи части от Евразия и Северна Америка.
Вълнестият мамут живее едновременно с ранните хора, които използват костите и бивните му, за да изработват предмети на изкуството, инструменти и жилища, а месото му за храна. Видът изчезва от континенталния си ареал в края на плейстоцена преди 10 хил. години, най-вероятно в резултат на съчетанието от промяна на климата, свързаното с него намаляване на местообитанията и улова от хора, като тежестта на тези фактори е спорна. Изолирани популации оцеляват на остров Сейнт Пол допреди 6 400 години и на остров Врангел допреди 4 000 години. Дори и след изчезването на вълнестите мамути хората продължават да използват бивните им, като тази традиция продължава до наши дни.